# Leo Castledine
Leo Alexander Francis Castledine (sinh ngày 20 tháng 8 năm 2005) là một cầu thủ bóng đá chuyên nghiệp người Anh hiện tại đang thi đấu ở vị trí tiền vệ cho câu lạc bộ Chelsea tại Giải bóng đá Ngoại hạng Anh.

## Sự nghiệp thi đấu

### Chelsea
Sinh ra ở Kingston Upon Thames, nơi chỉ cách Trung tâm huấn luyện Cobham 15 phút di chuyển, Castledine bắt đầu sự nghiệp của mình với Chelsea, đội bóng yêu thích của anh khi lớn lên. Anh đã thi đấu 2 năm cho Chelsea trước khi chuyển đến AFC Wimbledon năm 7 tuổi. Khi trưởng thành, anh cũng chơi môn bóng bầu dục liên hiệp và được ghi danh vào học viện ưu tú của câu lạc bộ chuyên nghiệp Harlequins.
Bắt đầu sự nghiệp của mình với Wimbledon với vai trò phòng ngự, anh chuyển lên hoạt động ở vị trí tiền vệ. Ổn định tốt với vai trò mới của mình, anh đã tham gia vào chuyến du đấu trước mùa giải của đội U-18 Wimbledon ở Ý, chơi cùng với các cầu thủ hơn anh 4 tuổi và tiếp tục ra mắt đội U-18 vào năm 2019 - trở thành cầu thủ Wimbledon trẻ nhất từ trước đến nay làm như vậy.
Một năm sau, vào tháng 3 năm 2020, anh tái gia nhập Chelsea, gọi Mason Mount và Jack Grealish là những cầu thủ yêu thích hiện tại của anh. Anh ký bản hợp đồng chuyên nghiệp đầu tiên với "The Blues" vào tháng 8 năm 2022, sinh nhật lần thứ 17 của mình và được gọi vào tập luyện cùng đội 1.
Castledine có trận ra mắt chuyên nghiệp cho Chelsea, khi vào sân thay người trong chiến thắng 6-1 trước Middlesbrough tại trận bán kết lượt về Cúp EFL vào ngày 24 tháng 1 năm 2024.

## Sự nghiệp quốc tế
Castledine đã đại diện cho Anh ở các cấp độ U-15, U-17 và U-18.
Vào ngày 15 tháng 11 năm 2023, Castledine ghi bàn trong trận ra mắt đội tuyển U-19 Anh trong chiến thắng 6–0 trước România ở Marbella.

## Đời tư
Anh là con trai của cựu cầu thủ Wimbledon và người dẫn chương trình truyền hình, Stewart Castledine, cũng như cựu người dẫn chương trình Homes Under the Hammer, Lucy Alexander. Leo cũng có một người chị gái, Kitty, nữ diễn viên hiện đang đóng vai chính trong vở kịch EastEnders.

## Thống kê sự nghiệp

### Câu lạc bộ
Tính đến trận đấu diễn ra vào ngày 24 tháng 1 năm 2024
| Câu lạc bộ          | Mùa giải            | Giải đấu                    | Giải đấu | Giải đấu | Cúp FA | Cúp FA | Cúp EFL | Cúp EFL | Châu Âu | Châu Âu | Khác | Khác | Tổng cộng | Tổng cộng |
| Câu lạc bộ          | Mùa giải            | Hạng đấu                    | Trận     | Bàn      | Trận   | Bàn    | Trận    | Bàn     | Trận    | Bàn     | Trận | Bàn  | Trận      | Bàn       |
| ------------------- | ------------------- | --------------------------- | -------- | -------- | ------ | ------ | ------- | ------- | ------- | ------- | ---- | ---- | --------- | --------- |
| U-21 Chelsea        | 2022–23             | —                           | —        | —        | —      | —      | —       | —       | —       | —       | 5    | 0    | 5         | 0         |
| U-21 Chelsea        | 2023–24             | —                           | —        | —        | —      | —      | —       | —       | —       | —       | 3    | 0    | 3         | 0         |
| U-21 Chelsea        | Tổng cộng           | Tổng cộng                   | 0        | 0        | 0      | 0      | 0       | 0       | 0       | 0       | 8    | 0    | 8         | 0         |
| Chelsea             | 2023–24             | Giải bóng đá Ngoại hạng Anh | 0        | 0        | 0      | 0      | 1       | 0       | —       | —       | —    | —    | 1         | 0         |
| Tổng cộng sự nghiệp | Tổng cộng sự nghiệp | Tổng cộng sự nghiệp         | 0        | 0        | 0      | 0      | 1       | 0       | 0       | 0       | 8    | 0    | 9         | 0         |

1. 1 2  Ra sân tại EFL Trophy